# Bendt Frederiksen
Bendt Frederiksen (* 4. Juli 1939 in Kullorsuaq; † 8. Juni 2012 in Nuussuaq) war ein grönländischer Politiker (Siumut).

## Leben
Bendt Frederiksen war der Sohn des Oberkatecheten Moses Ole Sakæus Mathias Frederiksen (1913–1993) und seiner Frau Laurette Margrethe Johanne Frederikke Nielsen (1918–1975). Am 11. März 1963 heiratete er Marianne Kristensen (* 1940), Tochter des Katecheten Enok Jakob Niels Johan Christensen (1899–?) und der Hebamme Sofie Marie Kristine Grim (1907–?).
Nach dem Schulabschluss wurde er zum Jäger erzogen, als welcher er bis 1991 aktiv war. Sein Vater war Mitglied im Kommunalrat und somit begann auch Bendt Frederiksen sich für Politik zu interessieren. Bereits mit 15 hatte er 1954 an der Gründung des Blauen Kreuzes in Oqaatsut mitgewirkt, 1961 dann in Nuussuaq. 1960 gründete er die Jägervereinigung in Nuussuaq und anschließend einen gemeinsamen Ausschuss für alle Jägervereinigungen in der Gemeinde. Von 1962 bis 1964 war er Gemeindevogt.
Von 1967 bis 1971 saß er im Rat der Gemeinde Upernavik. Bei der Landesratswahl 1971 trat er als Zweiter Stellvertreter für Jørgen Nielsen an, der aber nicht gewählt wurde. Bei der Landesratswahl 1975 kandidierte er selbst und wurde er für den Wahlkreis Upernavik in Grønlands Landsråd gewählt. Bei der Parlamentswahl 1979 wurde er für seinen Wahlkreis für die Siumut in das neugebildete Inatsisartut gewählt. Bei den Parlamentswahlen 1983, 1984, 1987 und 1991 wurde er jeweils wiedergewählt. Nach der Wahl 1991 wurde er zum Parlamentspräsidenten ernannt. Von 1989 bis 1991 war er zudem erneut Ratsmitglied der Gemeinde Upernavik. 1995 beendete er seine politische Karriere.
Er erhielt 1965 die Auszeichnung der König-Christians-X.-und-Königin-Alexandrines-Stiftung. Am 3. Oktober 1991 wurde er mit dem Nersornaat in Gold ausgezeichnet. Im selben Jahr erhielt er auch das Ritterkreuz des Dannebrogordens. 2004 wurde er von der Carl-Egede-Stiftung ausgezeichnet. 1997 waren Prinz Henrik, sein Sohn Prinz Joachim und dessen Frau Prinzessin Alexandra bei Bendt Frederiksen zuhause Kaffee trinken. Am 8. Juni 2012 starb er plötzlich an einer Hirnblutung, als er seinen Enkel zur Schule nach Upernavik fahren wollte.